# Honda NSR 150

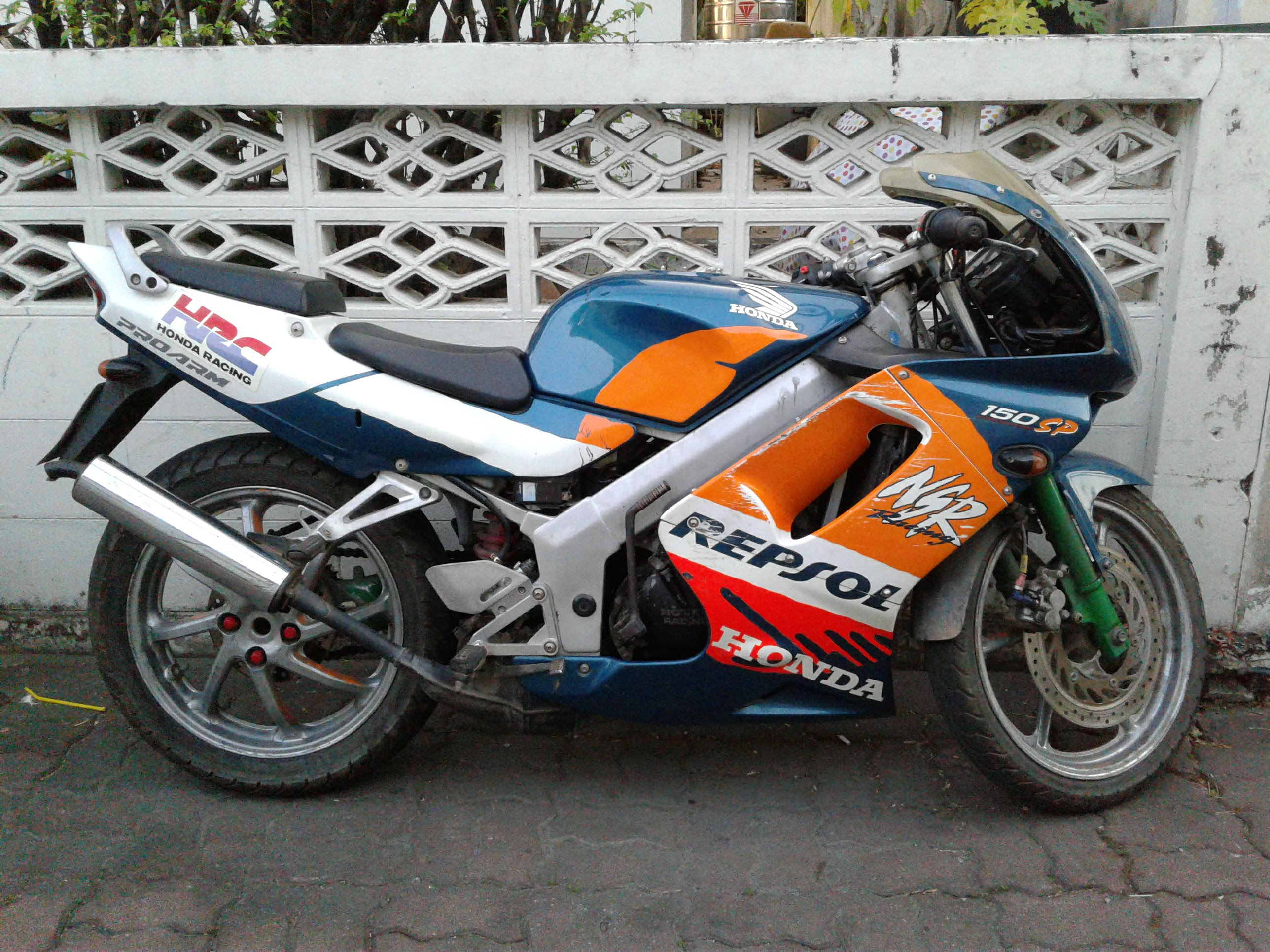
Honda NSR 150

Honda NSR 150 - sportowy motocykl marki Hondy przeznaczony na rynek Azji i Australii. Motocykl jest bardzo popularny w Tajlandii i Singapurze.
Budowa Hondy NSR 150 znacznie różni się od europejskiej Hondy NSR 125. Blok silnika jest identyczny jak w NSR 125, różni się pojemnością silnika oraz sposobem rozruchu. Uruchomienie silnika odbywa się nożnym rozrusznikiem, inny jest także układ zapłonowy. Średnicę cylindra zwiększono do 59 mm. Układ dolotowy wyposażono w dodatkową komorę rezonansową. W układzie wydechowym po raz pierwszy zastosowano seryjnie montowany katalizator HECS.

## Honda NSR 150 SP
Wersja SP (Sport Production) jest sportową wersją inspirowaną topową wersją motocykla NSR 250 MC28. Charakterystyczne dla tej wersji jednoramienny wahacz tylny "Pro-Arm". Stosowano wyłącznie jeden rozdzaj malowania "Repsol". Moc silnika nieznacznie zwiększono w stosunku do wersji RR stosując inny układ wydechowy.

## Honda NSR 150 RR
Wersja RR została wyposażona w zwykły wahacz tylny. Dostępnych było kilka kolorów malowań.